# Oborniki Śląskie
Oborniki Śląskie (in tedesco: Obernigk) è un comune urbano-rurale polacco del distretto di Trzebnica, nel voivodato della Bassa Slesia.
Ricopre una superficie di 153,75 km² e nel 2004 contava 17 758 abitanti.